# Les Flamboyants
Les Flamboyants est un roman de Patrick Grainville publié le 1er novembre 1976 et ayant obtenu le prix Goncourt la même année.

## Historique
Le roman Les Flamboyants est d’abord refusé par les éditions Gallimard qui avaient publié avec succès les trois premiers romans de Patrick Grainville. Il est accepté par les éditions du Seuil et obtient le prix Goncourt 1976, trois ans après que La Lisière, second roman, fut retenu dans sa liste par l'Académie Goncourt et soutenu, sans succès, par Michel Tournier. Emblématique de son œuvre, le terme « flamboyant », déjà utilisé par la critique à l'occasion de La Lisière, caractérisera dorénavant le style d'écriture du romancier qui se réfère lui-même à Flaubert, Zola et Céline.
Patrick Grainville reprendra pour thème l'Afrique, bien des années plus tard, à travers le portrait d'un Félix Houphouët-Boigny observateur défunt et omniscient dans Le Tyran éternel (paru en 1998).

## Résumé
Les Flamboyants célèbrent l’épopée africaine et burlesque du roi Tokor, un Caligula des tropiques, flanqué d’un visiteur blanc : William Irrigal. Le roman évoque la quête d’un peuple sacré, les « Diorles » au fond de la grande forêt. Guerres tribales, révolution, bestiaire africain, paysages immenses, bidonvilles. C’est une saga bourrée de péripéties lyriques, satiriques ou fantastiques.

## Réception critique
Le roman à sa sortie, malgré une esthétique baroque contraire au classicisme français, obtient des critiques souvent enthousiastes.
L’auteur, âgé de 29 ans lors de sa consécration, déclare : « Entre un néo-classicisme, un néo-réalisme sans avenir et une avant-garde jargonnante dont les artifices de ponctuation ou de composition ne m'intéressent pas, je voudrais ouvrir une troisième voie : celle du roman épique populaire. »
Les Flamboyants a également reçu le premier prix littéraire décerné par la Ville de Caen en 1976.

## Éditions et traductions
- Les Flamboyants, éditions du Seuil, 1976  (ISBN 2020045745)
- (es) Los Flamboyanes, Argos Vergara, 1977  (ISBN 8470173650)
- Les Flamboyants / Le Paradis des orages / L'Orgie, la Neige, coll. « Opus », éditions du Seuil, 2010  (ISBN 2021018903)